# Castello di Moulbaix
Il castello di Moulbaix (anche castello di Chasteler o castello di La Forêt) è un castello che sorge a Moulbaix, in Belgio, eretto nel 1860 per il marchese Oswald di Chasteler (1822-1865) su progetto dell'architetto Désiré Limbourg.
Il castello è in stato di abbandono dalla morte dei suoi ultimi proprietari; il conte Aymard d'Ursel (1923-2005) e la contessa Nadine di Spoelberch (1922-2007) per problemi legati alle questioni ereditarie della famiglia.

## Storia
L'imponente castello in stile neo-Tudor nacque dalla demolizione di un'antica rocca medievale nel 1860 e fu progettato dall'architetto Désiré Limbourg su richiesta del marchese Oswald, membro dell'antica Casa di Chasteler, insediatasi a Moulbaix durante il tardo Medioevo ed, al tempo del marchese Oswald, proprietaria della parte più grande della città.
Il castello è stato poi restaurato sotto la direzione dello stesso Limburg dopo un incendio avvenuto nel 1889.
Lasciato a se stesso dopo la morte del conte Aymard d'Ursel (1923-2005) e della contessa Nadine di Spoelberch (1922-2007), il castello e il parco sono stati messi all'asta dai loro cinque figli e sono stati successivamente acquistati da Herman Govaert per 1,35 milioni di euro.

## Struttura

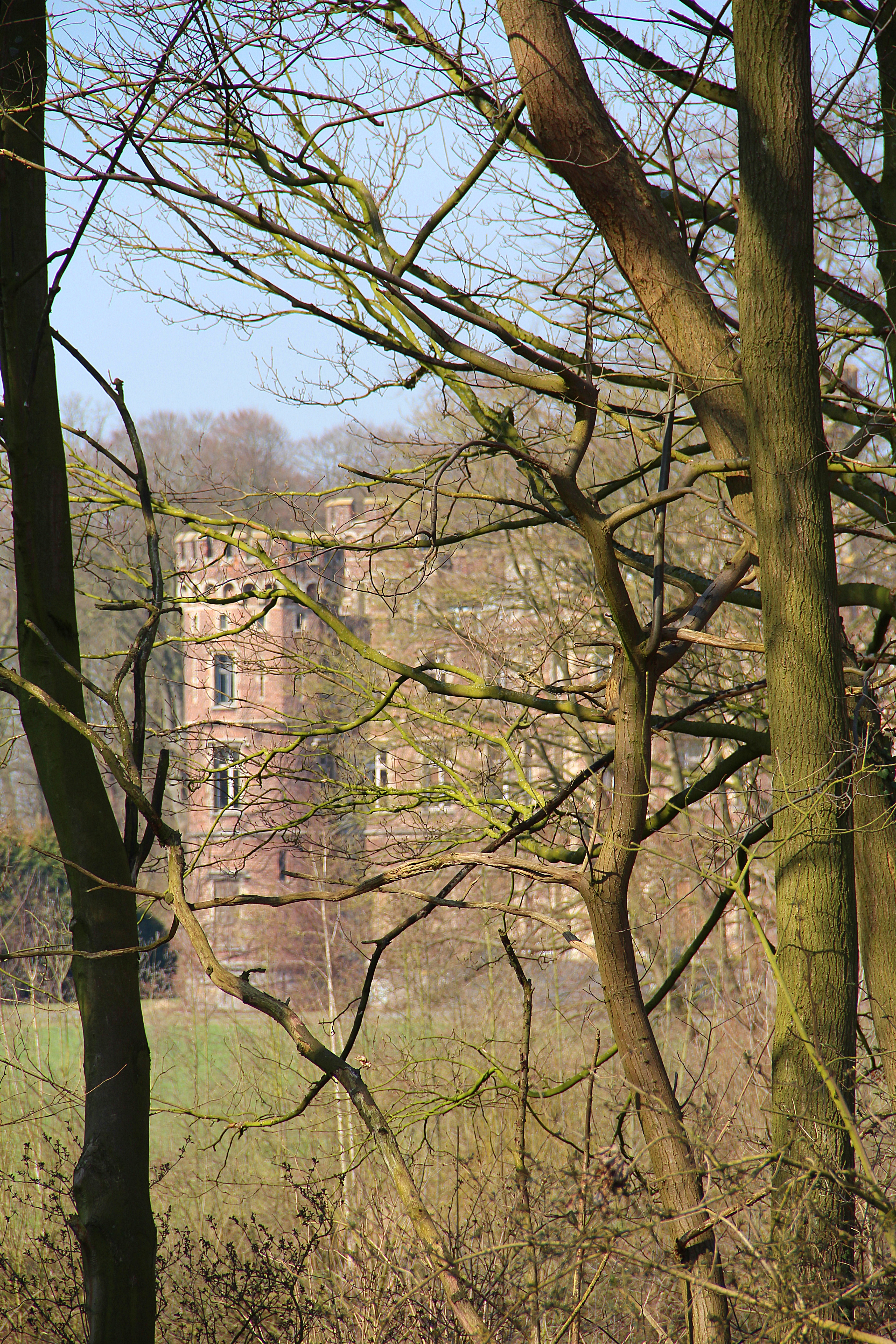

Il castello di Moulbaix fa parte di un terreno di 62 ettari totali di cui 2 occupati da un parco paesaggistico progettato dal paesaggista Louis Fuchs (1814-1873), creatore del Bois de la Cambre a Bruxelles.
Fu costruito in mattoni e pietra calcarea su una base formata dagli stessi materiali secondo una pianta rettangolare.
La fortezza possiede un grande quantitativo di torri; undici torri merlate fornite di feritoie e cannoniere e decorate con false piombatorie divise in quattro torrette ottagonali sulle quattro facce, quattro grandi torri angolari di rinforzo, e alcune torri di guardia che completano la parte anteriore della fortezza. In totale ha ben 344 finestre.

## Curiosità
Il castello di Moulbaix è noto anche come castello infestato rappresentando un'interessante meta per molti amanti del soprannaturale e cacciatori di fantasmi. Secondo il sito web "The Ghost Hunter" (theghosthunter.nl) nel castello sarebbero avvenuti tre suicidi e un ladro sarebbe stato trovato morto sulle scale.